# Familjer i Harry Potter
Den här artikeln tar upp de olika fiktiva familjer som finns i J.K. Rowlings Harry Potterserier.

## Trollkarlsfamiljer

### Familjen Black
De flesta medlemmarna i familjen Black (den gamla ärevördiga släkten Black) är extrema blodspatrioter, och har inga problem med att använda svartkonst. Familjens hus, Grimmaldiplan nummer 12, ligger i London, och det är också där gobelängen finns. Den sträcker sig sjuhundra år tillbaka i tiden, men är inkomplett, eftersom en del medlemmar har bränts bort för att de förrått familjen.

### Familjen Burke
Familjen Burkes nuvarande tillstånd som trollkarlsfamilj är okänt. Likaså är tillståndet för Caractacus Burke, en av grundarna till Borgin och Burkes.
En släkting, Herbert Burke gifte sig med Belvina Black. De fick två söner och en dotter. Ett av deras barn skulle kunna vara Caractacus Burke och de andra kan ha hjälpt till att starta affären.

### Familjen Crouch
Familjen Crouch står för en stor del av handlingen i den fjärde boken. En familj, som en gång var stor och välmående, är ett typiskt exempel på hur Voldemort förstör och utplånar. Bartemius Crouch var familjens patriark, och hade en viktig ställning vid Trolldomsministeriet. Sonen hade samma namn, och familjens husalf hette Winky, men hon blev avskedad. 
Efter Voldemorts fall torterade fyra dödsätare Frank och Alice Longbottom. Crouch Jr var en av dessa, tillsammans med Bellatrix, Rodolphus och Rabastan Lestrange.
Den yngre Crouch, genom Polyjuice-elixir utklädd till den berömde Auroren Alastor Moody, försökte att döda Harry Potter, men Hogwarts rektor Albus Dumbledore, Minerva McGonagall och Severus Snape tvingade honom att tillkännage sig och berätta den sanna historien.

### Familjen Dumbledore
Familjen Dumbledore var okänd fram tills den sista och sjunde boken, då Rita Skeeter släppte en bok med falska rykten, med små korn av sanning, och trion Harry Ron och Hermione hade ett långt samtal med mellanbarnet Aberforth Dumbledore.

### Familjen Gaunt
Släkten Gaunt eller Peverell som den också kan kallas är ättlingar till Salazar Slytherin, som var en av Hogwarts grundare. Både Salazar Slytherin och familjen Gaunt är kända som ormviskare, vilket innebär att de kan tala med ormar.

### Familjen Lestrange
Familjen Lestrange består av Rodolphus, hans fru Bellatrix (född Black) och hans bror Rabastan. Det nämns aldrig att Rodolpuhus och Bellatrix skulle ha några barn och ingen elev på Hogwarts nämns med namnet Lestrange.

### Familjen Longbottom
Familjen Longbottom är en renblodig trollkarlsfamilj, som innefattar Neville Longbottom och hans föräldrar, Frank och Alice samt farmodern Augusta Longbottom. 
Neville bor hos sin farmor, eftersom Frank och Alice blivit torterade tills de blev sinnessjuka av dödsätare (Rodolphus, Rabastan och Bellatrix Lestrange samt Barty Crouch Jr). Nevilles föräldrar bor på Sankt Mungos sjukhus. 
Familjen Longbottom verkar vara väldigt lik familjen Weasley. De verkar inte ha någonting emot halvblod eller mugglarfödda, och ser inte sig själva som bättre på grund av renblodigheten. Augusta Longbottom är mycket stolt över att Neville är god vän med Harry Potter, trots att Harry inte är renblodig.

### Familjen Malfoy
- Lucius Malfoy är en känd dödsätare. I Harry Potter och halvblodsprinsen, misstänker Harry att Draco har blivit märkt med Mörkrets märke, och att han skulle vara en dödsätare precis som sin far. Detta antas vara bekräftat med tanke på Dumbledores död.

### Familjen Potter
Familjen Potter är en renblodsfamilj, och det är till denna familj huvudpersonen Harry Potter hör. Harrys far, James Potter, var inte lika renblodsfixerad som till exempel familjen Black, där han hade sin bästa vän under skoltiden, Sirius. Han gifte sig med en mugglarfödd häxa, Lily Evans.

### Familjen Prewett
Familjen Prewett var en renblodig trollkarlsfamilj som inte stödde Voldemort och hans dödsätare. Arthur Weasleys fru Molly föddes till familjen Prewett, och båda hennes bröder (Gideon och Fabian) mördades brutalt av dödsätare.

### Familjen Weasley
Alla familjen Weasleys nio medlemmar har rött hår och hörde till elevhemmet Gryffindor under sin tid på trollkarlsskolan Hogwarts. De har trollkarlssläkt många generationer bakåt, förutom en syssling till Molly som är revisor. 

## Mugglarfamiljer

### Familjen Dolder
Familjen Dolder var en rik och välmående familj i den fiktiva byn Little Hangleton. De ägde det mesta av markerna där, och en fin herrgård, Dolderhuset, som erbjöd utsikt över en kyrka med kyrkogård.

### Familjen Dursley
Familjen Dursley är Harry Potters sista levande släktingar. För att säkerställa hans säkerhet, lät Albus Dumbledore familjen ta hand om Harry då han var en baby. 